# Helgonet (TV-serie)
Helgonet (originaltitel The Saint), brittisk TV-serie från 1962–69 av Leslie Charteris med Roger Moore och Ivor Dean m.fl.

## Handling
Den charmige äventyraren Simon Templar alias Helgonet är inget helgon i vanlig bemärkelse. Visserligen tar han från de rika men ger helst pengarna till sig själv. När polisen står maktlös griper Helgonet in och tar lagen i egna händer.

## Om serien
Författaren av Helgonet, Leslie Charteris, sålde TV-rättigheterna till producenten Robert S. Baker 1960. 1962 (1 juni 1963 på Svt i Sverige) sändes den första säsongen av Helgonet med Roger Moore i huvudrollen. TV-serien blev en stor succé och hade mycket höga tittarsiffror. 118 avsnitt spelades in, varav 71 var i svartvitt och 47 i färg.
The Saint hade premiär i Storbritannien 1962 och blev en jättestor succé. Den såldes till andra länder och många människor satt bänkade för att se Helgonets äventyr. Det sista avsnittet hette "The Best Laid Schemes".
I TV-serien kör Roger Moore en vit Volvo P1800, vilket starkt har bidragit till bilens kultstatus.
Från början var det tänkt att Roger Moore skulle kört Jaguar E-Type i serien, men fabriken hade svårt att tillgodose efterfrågan på den nya modellen och beslöt sig för att de inte behövde mer reklam. Då hörde seriens producent av sig till Volvo som man visste hade en ny sportmodell. Volvos sportbil var till att börja med också tillverkad i Storbritannien.

## Förnyad TV serie
I september 2009 tillkännagavs att Helgonet The Saint ska nyproduceras för TV genom den Vancouverbaserade studion Brightlight Pictures. Den skotska skådespelaren Dougray Scott var tänkt att spela Simon Templar.
Från det att planerna om en ny Helgonet serie presenterats har rykten om vem som ska spela Simon Templar i den förnyade serien florerat, bl.a. James Purefoy och Dougray Scott har nämnts. Men nu är det bekräftat att Adam Rayner kommer att spela Helgonet - Simon Templar. Eliza Dushku kommer också att medverka som Patricia Holm. Pilotavsnittet presenterades på MIP TV i Cannes i april 2013. Roger Moore medverkar liksom Ian Ogilvy, som spelade Helgonet i en tidigare remake. Roger Moore kommer vidare att vara assisterande producent av serien.  Man planerar att starta produktionen av serien under sommaren för sändning under hösten 2013. Pilotavsnittet spelas in i California.

## Helgonet på DVD
Atlantic film gav den 26 april 2006 ut en Helgonet dvd-box vid namn Helgonet i färg - Del 1 som innehåller 30 färgavsnitt. Helgonet i färg - Del 2 som innehåller 13 färgavsnitt gavs ut på dvd 4 oktober 2006. De två dubbelavsnitten Vendetta for the Saint och The Fiction Makers gavs ut på dvd den 3 november 2006. De svartvita avsnitten släpptes med första boxen från Atlantic Film AB - av totalt tre - den 3 december 2008. Box 2 släpptes 18 februari 2009, och den tredje och sista boxen släpptes den 1 april 2009. De svartvita avsnitten är i kronologisk ordning. En megabox med alla avsnitt släpptes den 10 mars 2010. 18 maj 2011 släpps färgavsnitten i fyra boxar med titeln "The Saint" (Nordisk utgåva). Dubbelavsnitten, som även gått på bio, saknas i denna utgåva.
| Box             | Avsnitt | Release Datum Sverige | Information                                                                                   |
| --------------- | ------- | --------------------- | --------------------------------------------------------------------------------------------- |
| Box 1 färg*     | 30      | 26 april 2006         |                                                                                               |
| Box 2 färg*     | 13      | 4 oktober 2006        |                                                                                               |
| Box 3 färg*     | 4       | 3 november 2006       | Två dubbelavsnitt i bioversionen                                                              |
| Box 1 svartvitt | 23      | 3 december 2008       |                                                                                               |
| Box 2 svartvitt | 24      | 18 februari 2009      |                                                                                               |
| Box 3 svartvitt | 24      | 1 april 2009          |                                                                                               |
| Megabox 32 disc | 118     | 10 februari 2010      | Dubbelavsnitten i bioversionen                                                                |
| The Saint 1     | 12      | 18 maj 2011           | Färgavsnitten i 4 boxar. Ingen skillnad mot tidigare färg utgåva. Dubbelavsnitten ingår inte. |
| The Saint 2     | 12      | 18 maj 2011           |                                                                                               |
| The Saint 3     | 10      | 18 maj 2011           |                                                                                               |
| The Saint 4     | 9       | 18 maj 2011           |                                                                                               |

- I färgboxarna är avsnitten inte i kronologisk ordning. Ansvarig på Atlantic Film har inte kunnat svara på orsaken till detta, eller varför de är i den ordning de är.

## Avsnittsöversikt
| Avsnitt nr | Titel                          | DVD Sverige | TV premiär (England) |
| ---------- | ------------------------------ | ----------- | -------------------- |
|            | Säsong 1 – 1962 svartvitt      |             |                      |
| 1          | The Talented Husband           | 1.1         | 04/10/1962           |
| 2          | The Latin Touch                | 1.2         | 11/10/1962           |
| 3          | The Careful Terrorist          | 1.3         | 18/10/1962           |
| 4          | The Covetous Headsman          | 1.4         | 25/10/1962           |
| 5          | The Loaded Tourist             | 1.5         | 01/11/1962           |
| 6          | The Pearls of Peace            | 1.6         | 08/11/1962           |
| 7          | The Arrow of God               | 1.7         | 15/11/1962           |
| 8          | The Element of Doubt           | 1.8         | 22/11/1962           |
| 9          | The Effete Angler              | 1.9         | 29/11/1962           |
| 10         | The Golden Journey             | 1.10        | 06/12/1962           |
| 11         | The Man Who Was Lucky          | 1.11        | 13/12/1962           |
| 12         | The Charitable Countess        | 1.12        | 20/12/1962           |
|            | Säsong 2 – 1963/1964 svartvitt |             |                      |
| 13         | The Fellow Traveller           | 1.13        | 19/09/1963           |
| 14         | Starring the Saint             | 1.14        | 26/09/1963           |
| 15         | Judith                         | 1.15        | 03/10/1963           |
| 16         | Teresa                         | 1.16        | 10/10/1963           |
| 17         | The Elusive Ellshaw            | 1.17        | 17/10/1963           |
| 18         | Marcia                         | 1.18        | 24/10/1963           |
| 19         | The Work of Art                | 1.19        | 31/10/1963           |
| 20         | Iris                           | 1.20        | 07/11/1963           |
| 21         | The King of the Beggars        | 1.21        | 14/11/1963           |
| 22         | The Rough Diamonds             | 1.22        | 21/11/1963           |
| 23         | The Saint Plays with Fire      | 1.23        | 28/11/1963           |
| 24         | The Well-Meaning Mayor         | 2.24        | 05/12/1963           |
| 25         | The Sporting Chance            | 2.25        | 12/12/1963           |
| 26         | The Bunco Artists              | 2.26        | 19/12/1963           |
| 27         | The Benevolent Burglary        | 2.27        | 26/12/1963           |
| 28         | The Wonderful War              | 2.28        | 02/01/1964           |
| 29         | The Noble Sportsman            | 2.29        | 09/01/1964           |
| 30         | The Romantic Matron            | 2.30        | 16/01/1964           |
| 31         | Luella                         | 2.31        | 23/01/1964           |
| 32         | The Lawless Lady               | 2.32        | 30/01/1964           |
| 33         | The Good Medicine              | 2.33        | 06/02/1964           |
| 34         | The Invisible Millionaire      | 2.34        | 13/02/1964           |
| 35         | The High Fence                 | 2.35        | 20/02/1964           |
| 36         | Sophia                         | 2.36        | 27/02/1964           |
| 37         | The Gentle Ladies              | 2.37        | 05/03/1964           |
| 38         | The Ever-Loving Spouse         | 2.38        | 12/03/1964           |
| 39         | The Saint Sees It Through      | 2.39        | 19/03/1964           |
|            | Säsong 3 – 1964/1965 svartvitt |             |                      |
| 40         | The Miracle Tea Party          | 2.40        | 08/10/1964           |
| 41         | Lida                           | 2.41        | 15/10/1964           |
| 42         | Jeannine                       | 2.42        | 22/10/1964           |
| 43         | The Scorpion                   | 2.43        | 29/10/1964           |
| 44         | The Revolution Racket          | 2.44        | 05/11/1964           |
| 45         | The Saint Steps In             | 2.45        | 12/11/1964           |
| 46         | The Loving Brothers            | 2.46        | 19/11/1964           |
| 47         | The Man Who Liked Toys         | 2.47        | 26/11/1964           |
| 48         | The Death Penalty              | 3.48        | 03/12/1964           |
| 49         | The Imprudent Politician       | 3.49        | 10/12/1964           |
| 50         | The Hi-Jackers                 | 3.50        | 17/12/1964           |
| 51         | The Unkind Philanthropist      | 3.51        | 24/12/1964           |
| 52         | The Damsel in Distress         | 3.52        | 31/12/1964           |
| 53         | The Contract                   | 3.53        | 07/01/1965           |
| 54         | The Set-Up                     | 3.54        | 14/01/1965           |
| 55         | The Rhine Maiden               | 3.55        | 21/01/1965           |
| 56         | The Inescapable Word           | 3.56        | 28/01/1965           |
| 57         | The Sign of the Claw           | 3.57        | 02/04/1965           |
| 58         | The Golden Frog                | 3.58        | 11/02/1965           |
| 59         | The Frightened Inn-Keeper      | 3.59        | 18/02/1965           |
| 60         | Sibao                          | 3.60        | 25/02/1965           |
| 61         | The Crime of the Century       | 3.61        | 04/03/1965           |
| 62         | The Happy Suicide              | 3.62        | 11/03/1965           |
|            | Säsong 4 – 1965 svartvitt      |             |                      |
| 63         | The Chequered Flag             | 3.63        | 01/07/1965           |
| 64         | The Abductors                  | 3.64        | 08/07/1965           |
| 65         | The Crooked Ring               | 3.65        | 15/07/1965           |
| 66         | The Smart Detective            | 3.66        | 22/07/1965           |
| 67         | The Persistent Parasites       | 3.67        | 29/07/1965           |
| 68         | The Man Who Could Not Die      | 3.68        | 05/08/1965           |
| 69         | The Saint Bids Diamonds        | 3.69        | 12/08/1965           |
| 70         | The Spanish Cow                | 3.70        | 19/08/1965           |
| 71         | The Old Treasure Story         | 3.71        | 26/08/1965           |
|            | Säsong 5 – 1966/1967 färg      |             |                      |
| 72         | The Queen's Ransom             | 1.4         | 30/09/1966           |
| 73         | Interlude in Venice            | 1.8         | 07/10/1966           |
| 74         | The Russian Prisoner           | 1.1         | 14/10/1966           |
| 75         | The Reluctant Revolution       | 1.5         | 21/10/1966           |
| 76         | The Helpful Pirate             | 1.6         | 28/10/1966           |
| 77         | The Convenient Monster         | 1.9         | 04/11/1966           |
| 78         | The Angel's Eye                | 1.7         | 11/11/1966           |
| 79         | The Man Who Liked Lions        | 1.2         | 18/11/1966           |
| 80         | The Better Mousetrap           | 1.11        | 25/11/1966           |
| 81         | Little Girl Lost               | 1.12        | 02/12/1966           |
| 82         | Paper Chase                    | 1.13        | 09/12/1966           |
| 83         | Locate and Destroy             | 1.3         | 16/12/1966           |
| 84         | Flight Plan                    | 1.14        | 23/12/1966           |
| 85         | Escape Route                   | 1.15        | 30/12/1966           |
| 86         | The Persistent Patriots        | 1.17        | 06/01/1967           |
| 87         | The Fast Women                 | 1.16        | 13/01/1967           |
| 88         | The Death Game                 | 1.22        | 20/01/1967           |
| 89         | The Art Collectors             | 1.21        | 27/01/1967           |
| 90         | To Kill a Saint                | 1.19        | 24/02/1967           |
| 91         | The Counterfeit Countess       | 1.20        | 03/03/1967           |
| 92         | Simon and Delilah              | 1.18        | 24/03/1967           |
| 93         | Island of Chance               | 1.24        | 07/04/1967           |
| 94         | The Gadget Lovers              | 1.23        | 21/04/1967           |
| 95         | A Double in Diamonds           | 1.25        | 05/05/1967           |
| 96         | The Power Artists              | 1.26        | 19/05/1967           |
| 97         | When Spring Is Sprung          | 1.27        | 02/06/1967           |
| 98         | The Gadic Collection           | 1.28        | 22/09/1968           |
| 99         | The Best Laid Schemes          | 1.30        | 29/09/1968           |
| 100        | Invitation to Danger           | 1.29        | 06/10/1968           |
|            | Säsong 6 – 1968/1969 färg      |             |                      |
| 101        | Legacy for the Saint           | 2.2         | 13/10/1968           |
| 102        | The Desperate Diplomat         | 2.4         | 20/10/1968           |
| 103        | The Organisation Man           | 2.1         | 27/10/1968           |
| 104        | The Double Take                | 2.5         | 03/11/1968           |
| 105        | The Time to Die                | 2.5         | 10/11/1968           |
| 106        | The Master Plan                | 2.3         | 17/11/1968           |
| 107        | The House on Dragon's Rock     | 1.10        | 24/11/1968           |
| 108        | The Scales of Justice          | 2.8         | 01/12/1968           |
| 109        | The Fiction-Makers (1)         | 3.2         | 08/12/1968           |
| 110        | The Fiction-Makers (2)         | 3.2         | 15/12/1968           |
| 111        | The People Importers           | 2.9         | 22/12/1968           |
| 112        | Where the Money Is             | 2.10        | 29/12/1968           |
| 113        | Vendetta for the Saint (1)     | 3.1         | 05/01/1969           |
| 114        | Vendetta for the Saint (2)     | 3.1         | 12/01/1969           |
| 115        | The Ex-King of Diamonds        | 2.12        | 19/01/1969           |
| 116        | The Man Who Gambled with Life  | 2.13        | 26/01/1969           |
| 117        | Portrait of Brenda             | 2.11        | 02/02/1969           |
| 118        | The World Beater               | 2.7         | 09/02/1969           |

## Medverkande
- Roger Moore - Simon Templar (Helgonet)
- Ivor Dean - Inspektör Claud Eustace Teal
- Larry Taylor - Alicron
- Justine Lord - Galaxy Rose